# Boris Boor
Boris Boor (né le 12 décembre 1950 à Bratislava) est un cavalier de saut d'obstacles autrichien.
Il remporte la médaille d'argent par équipe aux Jeux olympiques d'été de 1992 à Barcelone.

## Source, notes et références
1. ↑  https://www.sports-reference.com/olympics/athletes/bo/boris-boor-1.html

- (en) Cet article est partiellement ou en totalité issu de l’article de Wikipédia en anglais intitulé « Boris Boor » (voir la liste des auteurs).